# Julius Randle
Julius Deion Randle (Dallas, Texas, 29 de noviembre de 1994) es un jugador de baloncesto estadounidense que pertenece a plantilla de los Minnesota Timberwolves de la NBA. Con 2,06 metros de altura, juega en la posición de ala-pívot.

## Trayectoria deportiva

### Instituto

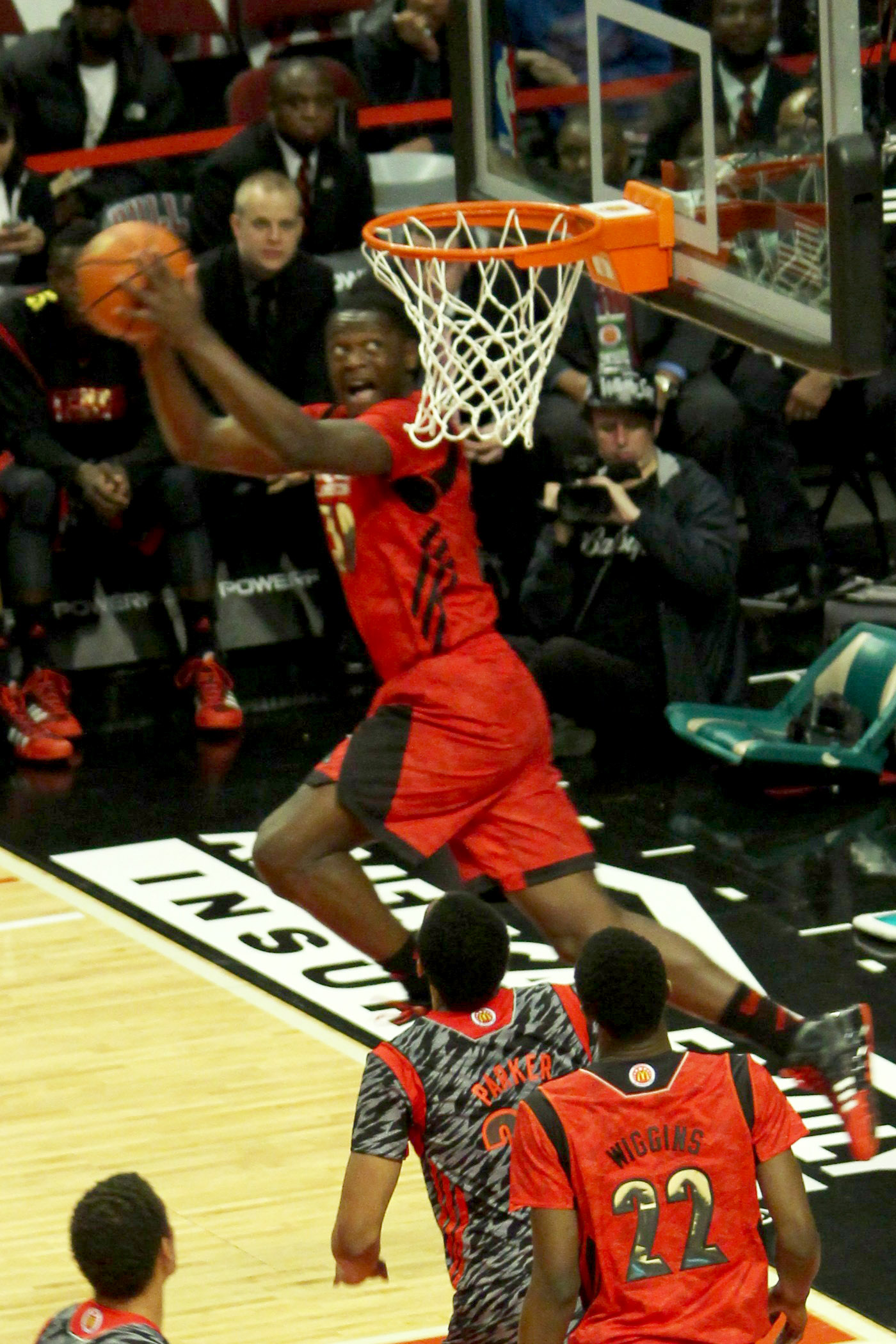
Randle durante el McDonald's All-American Game de 2013.

Randle asistió al instituto "Prestonwood Christian Academy". Randle fue ampliamente considerado como uno de los mejores cinco jugadores en la clase de 2013 con Andrew Wiggins, Jabari Parker, Andrew Harrison, y Aaron Gordon.
En agosto de 2012, ganó el concurso de mates de la Under Armour Elite 24 y al día siguiente fue nombrado uno de los MVPs del partido Elite 24, en el que anotó 27 puntos y llevó a su equipo a la victoria (164-138).
El fin de semana después de Acción de Gracias en su último año, Randle se fracturó el pie jugando en un torneo y se perdió tres meses de competición. En marzo, regresó a los playoffs de la TAPPS 5A y lideró al equipo a su tercer título estatal en cuatro años. Esa temporada anotó 32,5 puntos y atrapó 22,5 rebotes por partido.

### Universidad
El 20 de marzo de 2013, Randle se comprometió con la Universidad de Kentucky, por encima de Texas, Kansas y Florida. Randle se unió a Andrew Harrison, su hermano gemelo Aaron Harrison, James Young, Dakari Johnson, Marcus Lee como uno de los seis jugadores comprometidos con Kentucky en ser seleccionado en el McDonald's All-American Game de 2013, así como en el Jordan Brand Classic de 2013. El 28 de febrero, fue nombrado uno de los 10 semifinalistas para el premio Naismith Jugador del Año Universitario.
Obtuvo un promedio de 15 puntos y 10,4 rebotes por partido en la temporada 2013-14 con los Wildcats. Ayudó a llegar al equipo a la final del campeonato nacional, que perdió ante la Universidad de Connecticut. Randle terminó la temporada 2013-14 con 24 dobles-dobles, segundo en dobles-dobles en una temporada por un jugador de UK en la historia de la universidad, detrás de Dan Issel con 25 en 1969-70, récord de dobles-dobles por un jugador de primer año de UK (el récord anterior fue compartida por DeMarcus Cousins y Anthony Davis con 20).
El 22 de abril de 2014, Randle se declaró elegible para el Draft de la NBA de 2014, renunciando a sus últimos tres años de elegibilidad universitaria.

#### Estadísticas
| Año     | Equipo   | PJ | PT | MPP  | %TC  | %3P  | %TL  | RPP  | APP | ROB | TPP | PPP  |
| ------- | -------- | -- | -- | ---- | ---- | ---- | ---- | ---- | --- | --- | --- | ---- |
| 2013–14 | Kentucky | 40 | 40 | 30.8 | .501 | .167 | .706 | 10.4 | 1.4 | .5  | .8  | 15.0 |

### NBA

#### Los Angeles Lakers (2014-2018)

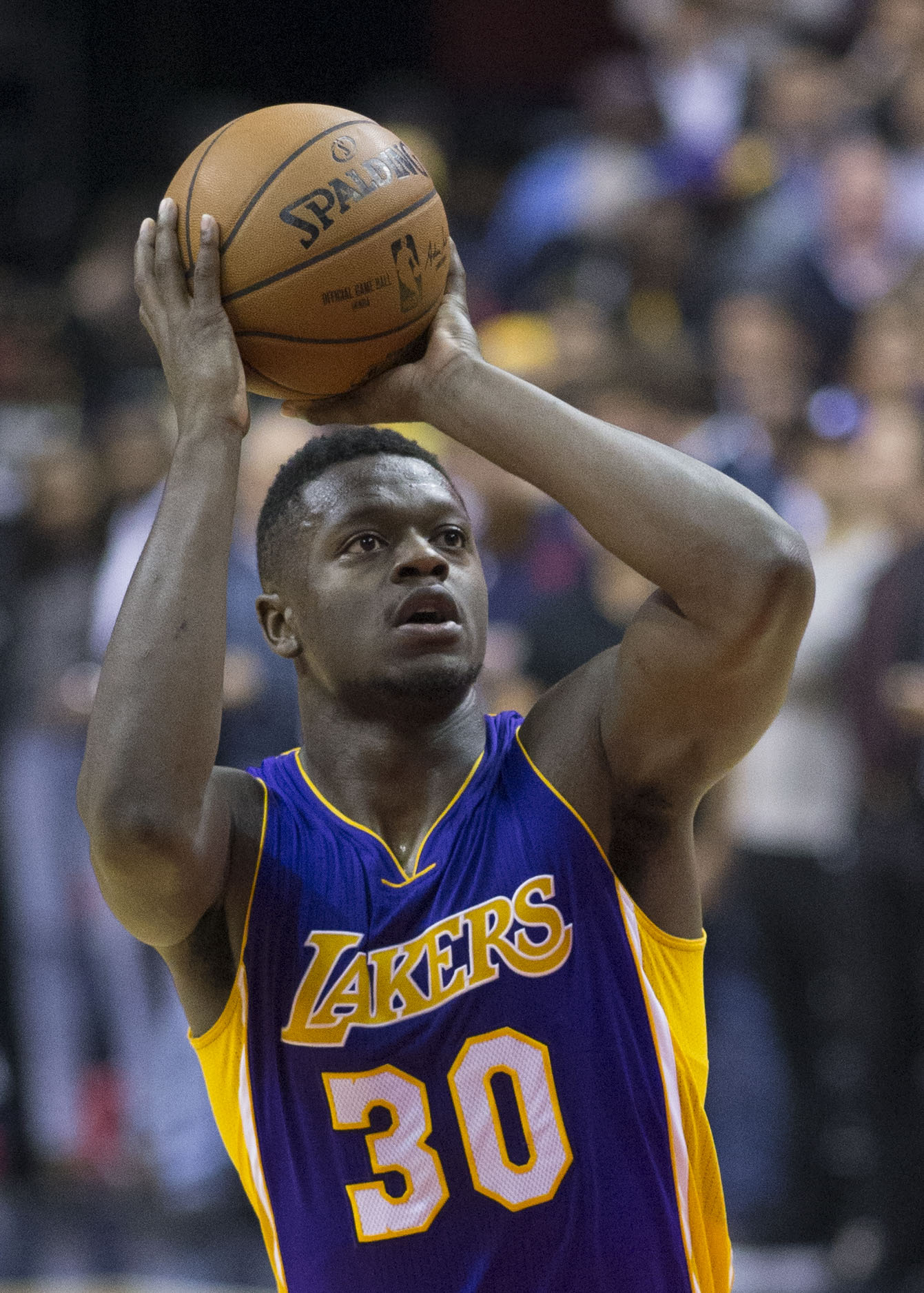
Radle con los Lakers en 2015.

El 26 de junio de 2014, Randle fue seleccionado en la séptima posición del Draft de la NBA de 2014 por Los Angeles Lakers, y el 13 de julio de 2014 firmó un acuerdo con este equipo. Su debut como profesional el 28 de octubre de 2014 ante los Houston Rockets no pudo ser más desafortunado, ya que tuvo que abandonar el pabellón del Staples Center en camilla tras una rotura de tibia, por la cual se perdió íntegramente la temporada 2014-2015. En su único partido disputado esta primera temporada Randle jugó 14 minutos y consiguió 2 puntos.

#### New Orleans Pelicans (2018-2019)
El 2 de junio de 2018 fue dejado libre por Los Angeles Lakers, y el 9 de julio de 2018 firmó un acuerdo con los New Orleans Pelicans. El 15 de marzo de 2019, en la derrota ante Portland Trail Blazers, Randle consiguió su récord personal de anotación, hasta ese momento, con 45 puntos.

#### New York Knicks (2019-2024)
El 30 de junio de 2019, firmó con los New York Knicks por $63 millones y 3 años.
El 15 de febrero de 2021, en su segunda temporada en Nueva York y ya como líder del equipo, anotó 44 puntos en la victoria ante Atlanta Hawks. El 23 de febrero de 2021, fue elegido por primera vez para disputar el All-Star Game que se celebró en Atlanta. El término de la temporada regular, fue galardonado con el premio al Jugador más mejorado de la NBA, al promediar 24,1 puntos y 10,2 rebotes por partido.
El 4 de agosto de 2021, acuerda una extensión de contrato con los Knicks por $117 millones y 4 años. Durante su tercer año en Nueva York, el 7 de marzo de 2022, alcanza su máximo de anotación con 46 puntos ante Sacramento Kings.
Al comienzo de su cuarto año con los Knicks, el 7 de noviembre de 2022, anota 31 puntos (incluyendo 8 triples) ante Minnesota Timberwolves. El 29 de diciembre ante San Antonio Spurs, anota 41 puntos y atrapa 11 rebotes. El 15 de enero de 2023 anota 42 puntos y consigue 15 rebotes ante Detroit Pistons. El 2 de febrero se anunció su participación en el All-Star Game de Salt Lake City, siendo la segunda nominación de su carrera. El 24 de febrero anota 46 puntos ante Washington Wizards. El 3 de marzo consigue 43 puntos ante Miami Heat. El 20 de marzo anota 57 puntos ante Minnesota Timberwolves.
Durante su quinta temporada en New York, el 5 de diciembre de 2023, anota 41 puntos ante Milwaukee Bucks. El 1 de febrero de 2024 se anunció su participación como suplente en el All-Star Game, siendo la tercera nominación de su carrera.

#### Minnesota Timberwolves (2024-presente)
Tras cinco temporadas en Nueva York, el 27 de septiembre de 2024, es traspasado, junto a Donte DiVincenzo, a Minnesota Timberwolves a cambio de Karl-Anthony Towns. El 17 de noviembre ante Phoenix Suns, consigue la canasta ganadora sobre la bocina.

## Selección nacional
Fue parte del combinado juvenil estadounidense que disputó y ganó el Campeonato FIBA Américas Sub-18 de 2012.

## Estadísticas de su carrera en la NBA
|  | Líder de la liga |

### Temporada regular
| Año      | Equipo      | PJ  | PT  | MPP  | %TC  | %3P  | %TL  | RPP  | APP | ROB | TPP | PPP  |
| -------- | ----------- | --- | --- | ---- | ---- | ---- | ---- | ---- | --- | --- | --- | ---- |
| 2014-15  | L.A. Lakers | 1   | 0   | 14.0 | .333 | –    | .000 | .0   | .0  | .0  | .0  | 2.0  |
| 2015-16  | L.A. Lakers | 81  | 60  | 28.2 | .429 | .278 | .715 | 10.2 | 1.8 | .7  | .4  | 11.3 |
| 2016-17  | L.A. Lakers | 74  | 73  | 28.8 | .488 | .270 | .723 | 8.6  | 3.6 | .7  | .5  | 13.2 |
| 2017-18  | L.A. Lakers | 82  | 49  | 26.7 | .558 | .222 | .718 | 8.0  | 2.6 | .5  | .5  | 16.1 |
| 2018-19  | New Orleans | 73  | 49  | 30.6 | .524 | .344 | .731 | 8.7  | 3.1 | .7  | .6  | 21.4 |
| 2019-20  | New York    | 64  | 64  | 32.5 | .460 | .277 | .733 | 9.7  | 3.1 | .8  | .3  | 19.5 |
| 2020-21  | New York    | 71  | 71  | 37.6 | .456 | .411 | .811 | 10.2 | 6.0 | .9  | .3  | 24.1 |
| 2021-22  | New York    | 72  | 72  | 35.3 | .411 | .308 | .756 | 9.9  | 5.1 | .7  | .5  | 20.1 |
| 2022-23  | New York    | 77  | 77  | 35.5 | .459 | .343 | .757 | 10.0 | 4.1 | .6  | .3  | 25.1 |
| 2023-24  | New York    | 46  | 46  | 35.4 | .472 | .311 | .781 | 9.2  | 5.0 | .5  | .3  | 24.0 |
| 2024-25  | Minnesota   | 69  | 69  | 32.3 | .485 | .344 | .806 | 7.1  | 4.7 | .7  | .2  | 18.7 |
| Total    | Total       | 710 | 630 | 32.0 | .471 | .334 | .753 | 9.1  | 3.8 | .7  | .4  | 19.0 |
| All-Star | All-Star    | 2   | 0   | 16.3 | .583 | .200 | —    | 2.0  | 2.0 | .5  | .0  | 7.5  |

### Playoffs
| Año   | Equipo    | PJ | PT | MPP  | %TC  | %3P  | %TL  | RPP  | APP | ROB | TPP | PPP  |
| ----- | --------- | -- | -- | ---- | ---- | ---- | ---- | ---- | --- | --- | --- | ---- |
| 2021  | New York  | 5  | 5  | 36.1 | .298 | .333 | .852 | 11.6 | 4.0 | .6  | .0  | 18.0 |
| 2023  | New York  | 10 | 10 | 33.0 | .374 | .258 | .709 | 8.3  | 3.6 | .5  | .3  | 16.6 |
| 2025  | Minnesota | 15 | 15 | 35.5 | .502 | .385 | .880 | 5.9  | 4.9 | .8  | .1  | 21.7 |
| Total | Total     | 30 | 30 | 34.8 | .421 | .328 | .815 | 7.6  | 4.3 | .7  | .2  | 19.4 |

## Vida personal
Randle es hijo de Carolyn Kyles, quien jugó al baloncesto en la Universidad de Texas.
Julius está casado con Kendra Shaw y, en diciembre de 2016, tuvieron a su primer hijo.